# Saulsbury (Tennessee)
Pour les articles homonymes, voir Saulsbury.
Saulsbury est une municipalité américaine située dans le comté de Hardeman au Tennessee.

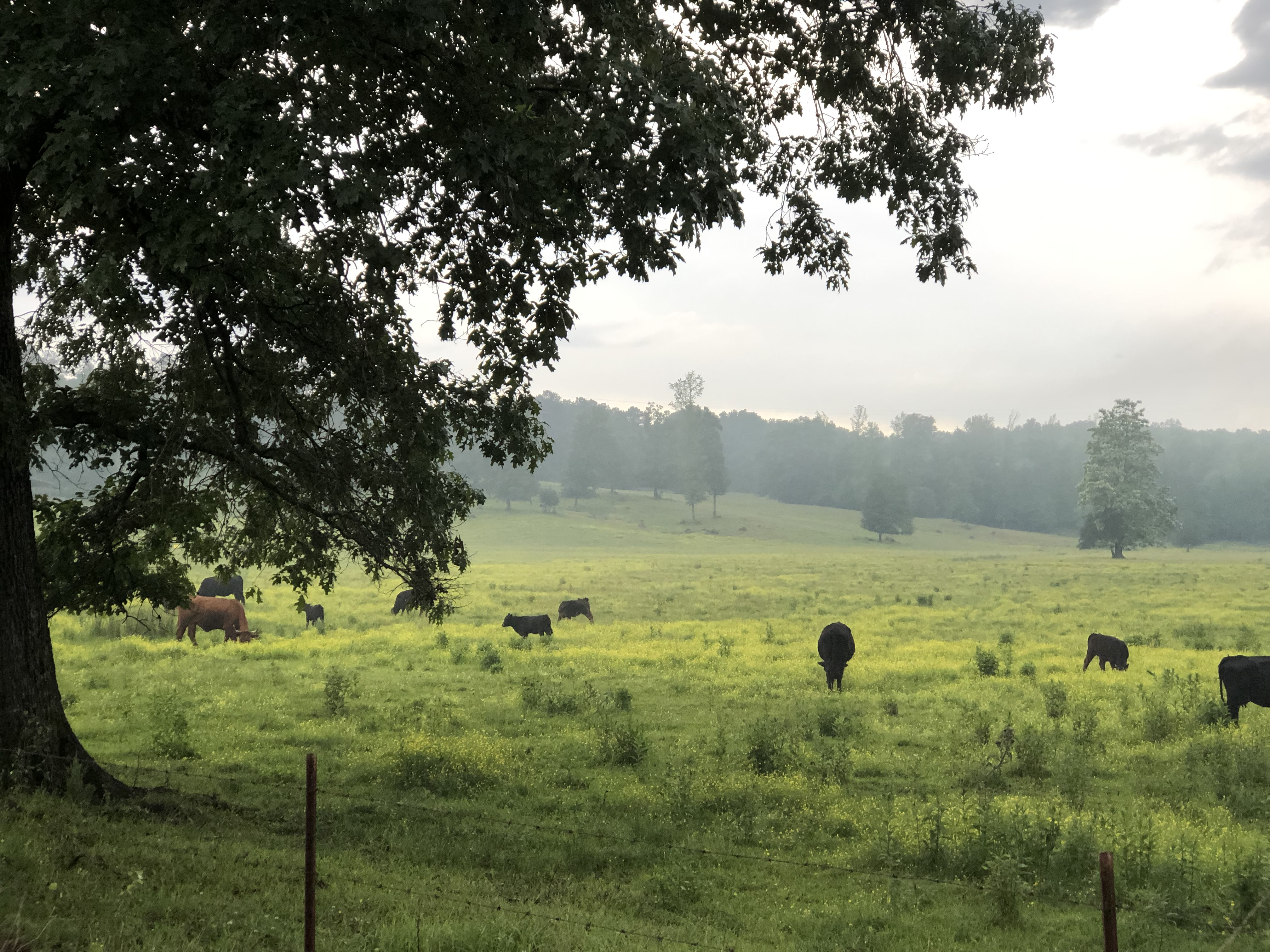
Des vaches paissent dans la campagne de Saulsbury, 2019

Selon le recensement de 2010, Saulsbury compte 81 habitants. La municipalité s'étend alors sur une superficie de 0,36 mille carré (0,93 km2).
Au milieu du XIXe siècle, le Memphis and Charleston Railroad (en) s'implante dans la région. Une gare est construite sur les propriétés de Burrell Sauls et Berry Futrell, le Sauls-Berry Depot. De nombreux habitants de la ville voisine de Berlin, que le chemin de fer évite, rejoignent alors Saulsbury qui devient une municipalité en 1856.